# ドミニク・ムボニュムトゥワ
ドミニク・ムボニュムトゥワ（Dominique Mbonyumutwa、1921年1月 - 1986年7月26日）は、ルワンダの政治家、初代ルワンダ大統領（暫定、在位：1961年1月28日 - 10月26日）、フツ系。ルワンダ王キゲリ5世がキンシャサへ国際連合事務総長ダグ・ハマーショルドとの会談の為に外遊中、ベルギー政府の支援を受けてクーデター(ギタラマのクーデター)を起こし王制を廃止、暫定初代大統領に就任した。